# Amadou Onana
Amadou Ba Zeund Georges Mvom Onana, noto semplicemente come Amadou Onana (Dakar, 16 agosto 2001), è un calciatore belga, centrocampista dell'Aston Villa e della nazionale belga.

## Biografia
Nato in Senegal da madre senegalese e padre camerunese, all'età di 11 anni si è trasferito in Belgio.

## Caratteristiche tecniche
Centrocampista fisico che rende al meglio da mediano davanti alla difesa, ruolo che gli permette di impostare l'azione e spesso accompagnare in fase offensiva grazie alle sue leve lunghe e una discreta tecnica di base.
Il suo stile di gioco è stato paragonato a quello di Marouane Fellaini.

## Carriera

### Club

#### Giovanili ed esperienza in Germania
Cresciuto nelle giovanili dell'Anderlecht, approda appena 17enne ai tedeschi dell'Hoffenheim dove gioca per 3 anni, tra primavera e Hoffenheim II. Durante il mercato estivo del 2020, il giocatore passa gratuitamente all'Amburgo, club con cui debutta e segna il suo primo gol in occasione della partita contro la Dinamo Dresda, partita valevole per il passaggio del turno in DFB-Pokal persa poi 4-1.

#### Lille
Dopo aver totalizzato 25 presenze in 2. Bundesliga, passa per 7 milioni di euro al Lilla, che lo ufficializza il 5 agosto. Fa il suo esordio il 14 agosto nella gara casalinga di campionato persa per 0-4 contro il Nizza. Il 4 gennaio 2022 mette a referto il primo gol con la sua nuova maglia nella gara di Coppa di Francia contro il Lens, match in cui segna addirittura una doppietta. Conclude la sua esperienza con i Dogues dopo aver collezionato 42 presenze in tutte le competizioni (di cui ben otto in Champions League) e averle arricchite con tre gol.

#### Approdo in Inghilterra
Il 9 agosto successivo viene ufficializzato il suo passaggio agli inglesi dell'Everton, per una cifra riportata di circa 35 milioni di sterline.
Il 22 luglio 2024 viene ufficializzato il suo passaggio a titolo definitivo all'Aston Villa per circa 50 milioni di sterline(circa 60 milioni di euro).

### Nazionale
Dopo avere rappresentato le selezioni giovanili belghe, il 3 giugno 2022 esordisce in nazionale maggiore nella sconfitta per 1-4 contro i Paesi Bassi in Nations League.

## Statistiche

### Presenze e reti nei club
Statistiche aggiornate al 14 gennaio 2025.
| Stagione        | Squadra         | Campionato      | Campionato | Campionato | Coppe nazionali | Coppe nazionali | Coppe nazionali | Coppe continentali | Coppe continentali | Coppe continentali | Altre coppe | Altre coppe | Altre coppe | Totale | Totale |
| Stagione        | Squadra         | Comp            | Pres       | Reti       | Comp            | Pres            | Reti            | Comp               | Pres               | Reti               | Comp        | Pres        | Reti        | Pres   | Reti   |
| --------------- | --------------- | --------------- | ---------- | ---------- | --------------- | --------------- | --------------- | ------------------ | ------------------ | ------------------ | ----------- | ----------- | ----------- | ------ | ------ |
| 2020-2021       | Amburgo         | ZL              | 25         | 2          | CG              | 1               | 1               | -                  | -                  | -                  | -           | -           | -           | 26     | 3      |
| 2021-2022       | Lilla           | L1              | 32         | 1          | CF              | 2               | 2               | UCL                | 8                  | 0                  | SF          | 0           | 0           | 42     | 3      |
| 2022-2023       | Everton         | PL              | 33         | 1          | FACup+CdL       | 1+1             | 0               | -                  | -                  | -                  | -           | -           | -           | 35     | 1      |
| 2023-2024       | Everton         | PL              | 11         | 0          | FACup+CdL       | 0+3             | 0+1             | -                  | -                  | -                  | -           | -           | -           | 14     | 1      |
| Totale Everton  | Totale Everton  | Totale Everton  | 44         | 1          |                 | 5               | 1               |                    | -                  | -                  |             | -           | -           | 49     | 2      |
| 2024-2025       | Aston Villa     | PL              | 16         | 2          | FACup+CdL       | 1+1             | 1+0             | UCL                | 3                  | 1                  | -           | -           | -           | 21     | 4      |
| Totale carriera | Totale carriera | Totale carriera | 117        | 6          |                 | 10              | 5               |                    | 11                 | 1                  |             | 0           | 0           | 138    | 12     |

### Cronologia presenze e reti in nazionale
| Cronologia completa delle presenze e delle reti in nazionale ― Belgio | Cronologia completa delle presenze e delle reti in nazionale ― Belgio | Cronologia completa delle presenze e delle reti in nazionale ― Belgio | Cronologia completa delle presenze e delle reti in nazionale ― Belgio | Cronologia completa delle presenze e delle reti in nazionale ― Belgio | Cronologia completa delle presenze e delle reti in nazionale ― Belgio | Cronologia completa delle presenze e delle reti in nazionale ― Belgio | Cronologia completa delle presenze e delle reti in nazionale ― Belgio |
| Data                                                                  | Città                                                                 | In casa                                                               | Risultato                                                             | Ospiti                                                                | Competizione                                                          | Reti                                                                  | Note                                                                  |
| --------------------------------------------------------------------- | --------------------------------------------------------------------- | --------------------------------------------------------------------- | --------------------------------------------------------------------- | --------------------------------------------------------------------- | --------------------------------------------------------------------- | --------------------------------------------------------------------- | --------------------------------------------------------------------- |
| 3-6-2022                                                              | Bruxelles                                                             | Belgio                                                                | 1 – 4                                                                 | Paesi Bassi                                                           | UEFA Nations League 2022-2023 - 1º turno                              | -                                                                     | 46’                                                                   |
| 25-9-2022                                                             | Amsterdam                                                             | Paesi Bassi                                                           | 1 – 0                                                                 | Belgio                                                                | UEFA Nations League 2022-2023 - 1º turno                              | -                                                                     | 74’                                                                   |
| 23-11-2022                                                            | Al Rayyan                                                             | Belgio                                                                | 1 – 0                                                                 | Canada                                                                | Mondiali 2022 - 1º turno                                              | -                                                                     | 46’ 56’                                                               |
| 27-11-2022                                                            | Doha                                                                  | Belgio                                                                | 0 – 2                                                                 | Marocco                                                               | Mondiali 2022 - 1º turno                                              | -                                                                     | 28’ 60’                                                               |
| 24-3-2023                                                             | Solna                                                                 | Svezia                                                                | 0 – 3                                                                 | Belgio                                                                | Qual. Euro 2024                                                       | -                                                                     |                                                                       |
| 28-3-2023                                                             | Colonia                                                               | Germania                                                              | 2 – 3                                                                 | Belgio                                                                | Amichevole                                                            | -                                                                     | 37’                                                                   |
| 9-9-2023                                                              | Mərdəkan                                                              | Azerbaigian                                                           | 0 – 1                                                                 | Belgio                                                                | Qual. Euro 2024                                                       | -                                                                     |                                                                       |
| 12-9-2023                                                             | Bruxelles                                                             | Belgio                                                                | 5 – 0                                                                 | Estonia                                                               | Qual. Euro 2024                                                       | -                                                                     |                                                                       |
| 13-10-2023                                                            | Vienna                                                                | Austria                                                               | 2 – 3                                                                 | Belgio                                                                | Qual. Euro 2024                                                       | -                                                                     | 35’, 78’                                                              |
| 23-3-2024                                                             | Dublino                                                               | Irlanda                                                               | 0 – 0                                                                 | Belgio                                                                | Amichevole                                                            | -                                                                     | 64’                                                                   |
| 26-3-2024                                                             | Londra                                                                | Inghilterra                                                           | 2 – 2                                                                 | Belgio                                                                | Amichevole                                                            | -                                                                     |                                                                       |
| 5-6-2024                                                              | Bruxelles                                                             | Belgio                                                                | 2 – 0                                                                 | Montenegro                                                            | Amichevole                                                            | -                                                                     | 46’                                                                   |
| 8-6-2024                                                              | Bruxelles                                                             | Belgio                                                                | 3 – 0                                                                 | Lussemburgo                                                           | Amichevole                                                            | -                                                                     | 65’                                                                   |
| 17-6-2024                                                             | Francoforte sul Meno                                                  | Belgio                                                                | 0 – 1                                                                 | Slovacchia                                                            | Euro 2024 - 1º turno                                                  | -                                                                     |                                                                       |
| 22-6-2024                                                             | Colonia                                                               | Belgio                                                                | 2 – 0                                                                 | Romania                                                               | Euro 2024 - 1º turno                                                  | -                                                                     |                                                                       |
| 26-6-2024                                                             | Stoccarda                                                             | Ucraina                                                               | 0 – 0                                                                 | Belgio                                                                | Euro 2024 - 1º turno                                                  | -                                                                     |                                                                       |
| 1-7-2024                                                              | Düsseldorf                                                            | Francia                                                               | 1 – 0                                                                 | Belgio                                                                | Euro 2024 - Ottavi di finale                                          | -                                                                     |                                                                       |
| 6-9-2024                                                              | Debrecen                                                              | Belgio                                                                | 3 – 1                                                                 | Israele                                                               | UEFA Nations League 2024-2025 - 1º turno                              | -                                                                     |                                                                       |
| 9-9-2024                                                              | Lione                                                                 | Francia                                                               | 2 – 0                                                                 | Belgio                                                                | UEFA Nations League 2024-2025 - 1º turno                              | -                                                                     |                                                                       |
| 14-11-2024                                                            | Bruxelles                                                             | Belgio                                                                | 0 – 1                                                                 | Italia                                                                | UEFA Nations League 2024-2025 - 1º turno                              | -                                                                     | 67’                                                                   |
| 6-6-2025                                                              | Skopje                                                                | Macedonia del Nord                                                    | 1 – 1                                                                 | Belgio                                                                | Qual. Mondiali 2026                                                   | -                                                                     | 56’                                                                   |
| 9-6-2025                                                              | Bruxelles                                                             | Belgio                                                                | 4 – 3                                                                 | Galles                                                                | Qual. Mondiali 2026                                                   | -                                                                     |                                                                       |
| Totale                                                                |                                                                       | Presenze                                                              | 22                                                                    |                                                                       | Reti                                                                  | 0                                                                     |                                                                       |